# 蒙蒂尼 (卢瓦雷省)
蒙蒂尼（法語：Montigny，法語發音：[mɔ̃tiɲi] ⓘ）是法国卢瓦雷省的一个市镇，属于皮蒂维耶区。

## 地理
蒙蒂尼（48°6'45"N, 2°6'44"E）面积5.36 平方千米，位于法国中央-卢瓦尔河谷大区卢瓦雷省，该省份为法国中北部省份，北起埃松省，西北接厄尔-卢瓦省，西南接卢瓦-谢尔省，南至涅夫勒省和谢尔省，东临约讷省，东北接塞纳-马恩省。
与蒙蒂尼接壤的市镇（或旧市镇、城区）包括：阿特赖、希约尔欧布瓦、桑托。

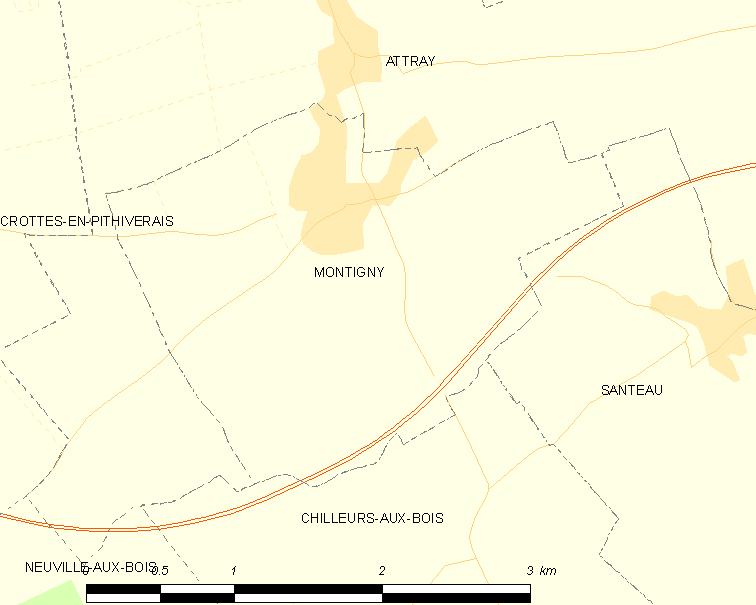
的OSM定位图

蒙蒂尼的时区为UTC+01:00、UTC+02:00（夏令时）。

## 行政
蒙蒂尼的邮政编码为45170，INSEE市镇编码为45214。

## 政治
蒙蒂尼所属的省级选区为皮蒂维耶县。

## 人口

1962-2008年间人口变化图示

蒙蒂尼于2022年1月1日时的人口数量为243人。